# يارا قاقيش
يارا قاقيش (21 أغسطس 1991) رياضية أردنية تمثل المنتخب الوطني الأردني في رياضة الجوجوتسو . زوجها السيد باسل فانوس وهو أيضا لاعب جوجوتسو يمثل الأردن.
مثلت الأردن في دورة الألعاب الآسيوية سنة 2018 في بطولة ني وازا في العاصمة الأندونيسية جاكرتا ، وحصلت على الميدالية البرونزية وزن 62 كيلو للسيدات. كما حصلت على الميدالية الفضية في بطولة العالم للجوجيتسو التي أقيمت في العاصمة الإماراتية أبوظبي سنة 2019.
في فبراير 2020 حلت في المركز الأول في التصنيف الجديد لأبطال العالم في اللعبة الذي أعلنه اتحاد الجيوجيتسو العالمي  بواقع 660 نقطة.